# Wassyla Tamzali
Wassyla Tamzali (Béjaïa, Argelia 1941) es una abogada, escritora y militante feminista, defensora del laicismo argelina. Durante casi 20 años ha dirigido programas de la UNESCO por los derechos de las mujeres. Ha realizado numerosas investigaciones sobre violencia de género, prostitución y trata de personas. En sus obras denuncia la utilización en los países árabes de la religión para controlar a la ciudadanía y los peligros del integrismo.

## Trayectoria
Nació en el seno de una familia de comerciantes e industriales. La familia era propietaria de diferentes posesiones en los alrededores de la provincia de Bugía y otros lugares del interior. Su madre, aunque educada en Argelia era de origen español. Los abuelos maternos de Wassyla habían emigrado desde España muchos años atrás para asentarse en Argelia.  Su padre, comprometido en la lucha para la liberación de Argelia es asesinado en 1957 por un militante del Frente de Liberación Nacional. A raíz de la pérdida de su padre, la familia abandona la finca donde vivían, La Granja, dejando atrás sus negocios y almacenes en busca de otra vida. Se trasladan así a la casa del abuelo paterno, en Argel, la capital.
Licenciada en Derecho por la Universidad de Argel. De 1966 a 1977 ejerce como abogada en el Tribunal de Argel trabajo que compatibiliza con actividades periodísticas y culturales. De 1970 a 1973 es redactora jefe de Contact el primer semanario magrebí libre. En 1975 escribe su primer libro, En attendant Omar Guetlato sobre el cine de los años 1970 en el norte de África y un alegato a la libertad de expresión. 
De 1979 hasta 1999 trabaja como funcionaria internacional de la UNESCO donde se ocupa de la igualdad de derechos entre hombres y mujeres y de la violencia ejercida contra las mujeres, así como de la prostitución y el tráfico de mujeres.
En 1991 organiza la participación de la UNESCO en el forum de las ONG en el marco de la preparación de la IV Conferencia Mundial de las mujeres de las Naciones Unidas de Beijing (1995). Conduce las actividades contra la explotación sexual de las mujeres, la violencia contra las mujeres argelinas durante la guerra civil.
Desde 1992, es miembro fundador del Colectivo Maghreb Egalité organización de la que será Directora Ejecutiva en 2006. Participa en el movimiento de las mujeres de los balcanes por la paz y el respeto de las diferentes culturas en la región y contribuye a la apertura del Centro UNESCO para Mujeres por la Paz en los balcanes en Tesalónica.
En 1995, redacta para la UNESCO el informe sobre la violación como arma de guerra en Bosnia-Herzegovina presentado en la Conferencia mundial de las mujeres en Beijing, y emprende numerosas misiones en este país en relación con la pluralidad cultural, la ayuda a las víctimas y la lucha por el reconocimiento y el respeto de los derechos humanos.
En 1996, es nombrada Directora del Programa de la UNESCO para la promoción de la condición de las mujeres del Mediterráneo cuyo eje principal es la cooperación transmediterránea en beneficio de las mujeres. Crea el Forum de las Mujeres del Mediterráneo, el festival de Tesalónica Femmes créatrices deux mers : la mer Noire et la mer Méditerranée, la Red de Ciudades Les Plazzas Méditerranéennes pour les femmes et la Paix (concurso de arquitectura abierto a mujeres) y lanza un programa inter-universitario sobre la historia mediterránea de las mujeres Las transversales: Historia e historias de las mujeres en el Mediterráneo.
En su militancia política en 1989 se incorpora al Frente de las Fuerzas Socialistas y asume funciones en la dirección del partido.

## Feminismo islámico
Considera que el auge del islam se debe en parte al racismo que impera en Occidente.  Cree que el feminismo islámico no existe porque: «el feminismo es una ideología de liberación y el islam es de obediencia». Desde 2010 ha seguido de cerca el proceso de la Primavera Árabe y advierte del peligro de «contrarrevolución» especialmente en lo que se refiere a los derechos de las mujeres.

## Premios y reconocimientos
- En 1999 recibe el premio  “Lifetime Achievement Award” en reconocimiento a su esfuerzo por la lucha contra la esclavitud y la explotación sexual durante la celebración de la Conferencia Global contra el Tráfico de Mujeres en Daca (Bangladés).[7]
- En 1999 es nominada Chevalier de la Orden Nacional del Mérito de Francia.
- En el año 2000 es nombrada Doctora Honoris Causa por la Universidad Libre de Bruselas.
- En el 2008 gana el premio France Tèlevision por su libro: Une education algerienne-De la rivolution à la decennie noire publicado en 2007.
- En 2008 con Une éducation algérienne: de la révolution à la décennie noire gana el premio Bel Ami, el Prix Essai de France Télévision, y ha estado nominada al premio Médicis de ensayo.[8]
- En el año 2009 recibe el Premio Mediterráneo Cultura.[9]

## Libros publicados en español
- El burka como excusa (Saga editorial, 2010)
- Carta de una mujer indignada. Desde el Magreb a Europa ( Editorial Cátedra 2011)
- Mi tierra argelina. Una mujer entre la revolución y la guerra civil (Saga editorial, 2012)

## Libros publicados en francés
- En attendant Omar Guetlato, 1975
- Abzim, 1986
- Une éducation algérienne: de la révolution à la décennie noire, Gallimard, Témoins, 2007
- Une femme en colère: lettre d'Alger aux Européens désabusés, Gallimard, 2009
- Burqa? avec Claude Ber, Chèvre-feuille étoilée, 2010
- Histoires minuscules des révolutions arabes, Chèvre-feuille étoilée, 2012